# Cosmic Background Imager
Pour les articles homonymes, voir CBI.

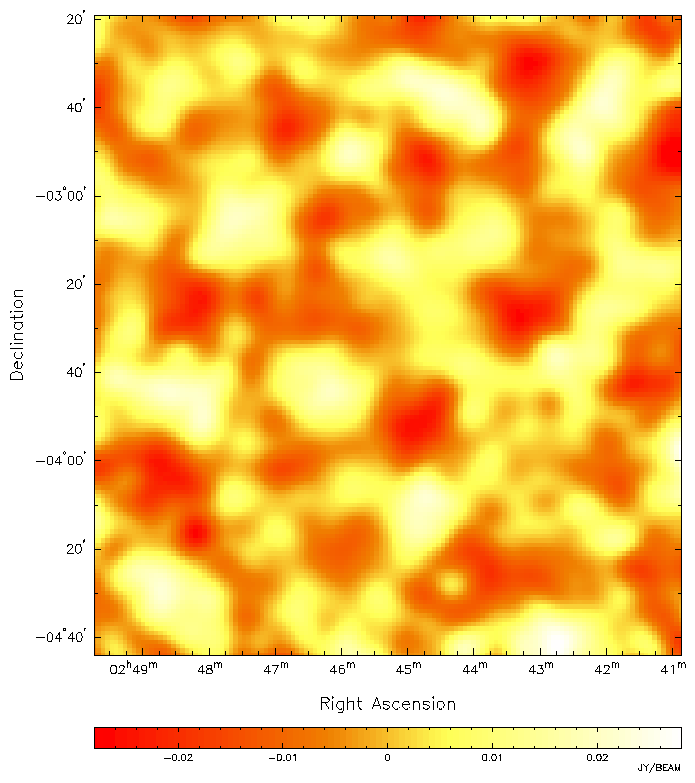
Partie du fond diffus cosmologique tel que mesurée lors de l'expérience CBI.

Le Cosmic Background Imager (CBI) est un radio-interféromètre composé de 13 éléments qui observait le fond diffus cosmologique. Installé sur le site de l'observatoire du Llano de Chajnantor dans les Cordillère des Andes chiliennes à une altitude de 5 080 mètres, il a fonctionné de 1999 à 2008.
En 2001, son groupe de recherche avance que les données recueillies appuient le modèle du Big Bang.